# بخش انگلهولم
بخش انگلهولم (به سوئدی: Ängelholms kommun) یک ناحیه شهری در سوئد است که در شهرستان اسکونه واقع شده‌است.

## خواهرخوانده
شهرهای Høje-Taastrup Municipality, Maaninka، دوبل، لتونی و کامن خواهرخوانده‌های بخش انگلهولم هستند.